# Seventh Son of a Seventh Son
Seventh Son of a Seventh Son је седми студијски албум енглеског хеви метал састава Ајрон мејден, издат 1988. године.

## Списак песама
1. „“ (Адријан Смит, Брус Дикинсон) – 5:39
2. „“ (Стив Харис) – 6:09
3. „“ (Смит, Дикинсон, Харис) – 3:31
4. „“ (Смит, Дикинсон, Харис) – 4:34
5. „“ (Харис) – 9:53
6. „“ (Дејв Мари, Харис) – 5:05
7. „“ (Херис) – 4:27
8. „“ (Харис, Дикинсон) – 4:42